# Implanon

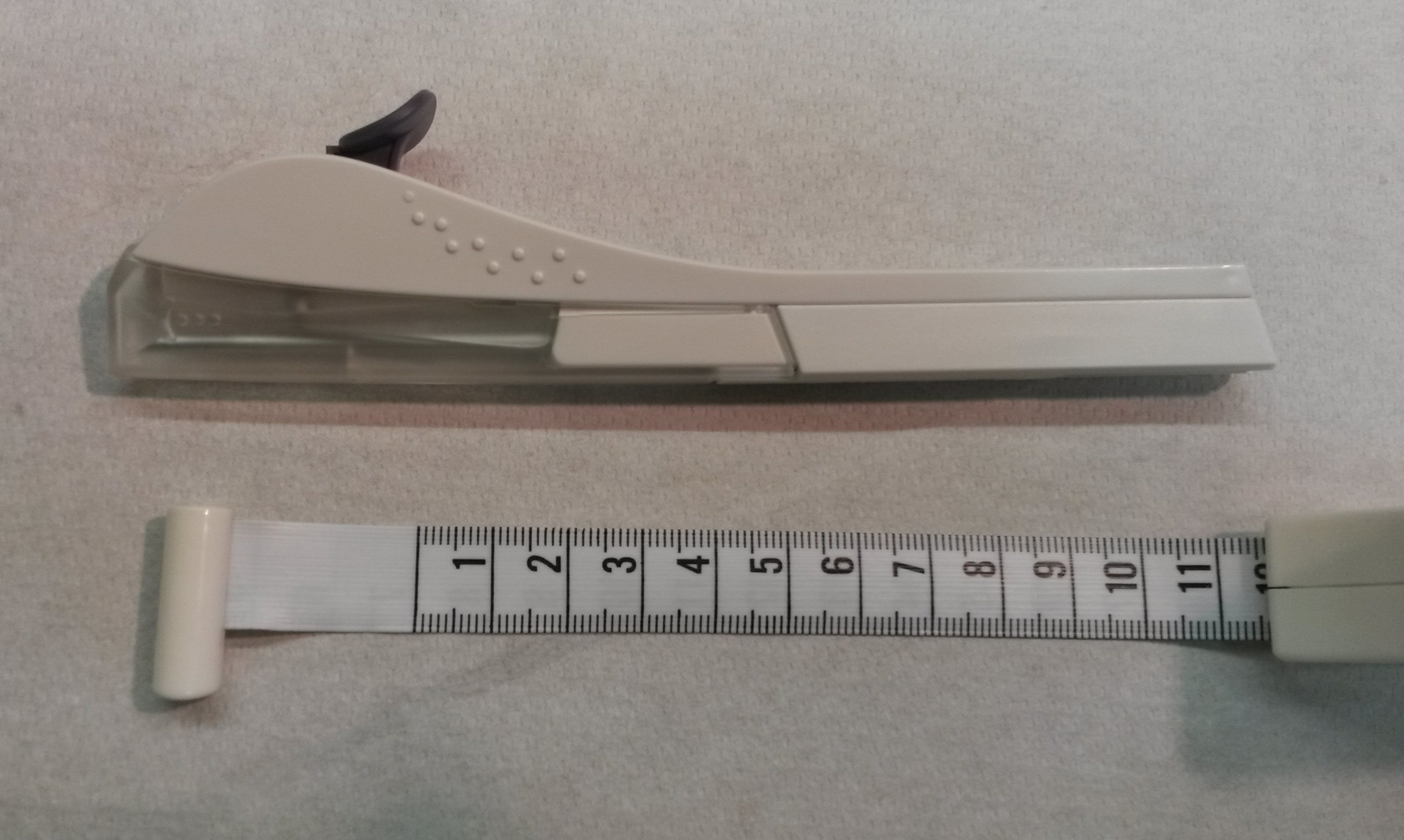
Implanon

El implante anticonceptivo de etonogestrel (marca Implanon y Nexplanon) es un implante subdérmico insertado justo por debajo de la piel del brazo de una mujer con el fin de prevenir el embarazo y que funciona por tres años consecutivos. El implanon consiste en una barra de 4 cm por 2 mm y contiene 68 miligramos de la progestina etonogestrel. Las concentraciones en el plasma sanguíneo llegan hasta 781–894 pg/mL en las primeras semanas y gradualmente disminuyen hasta 192–261 pg/mL después del primer año, 154–194 pg/mL después de dos años, y 156–177 pg/mL al cabo de 3 años, manteniendo así una efectiva supresión de la ovulación. El implante puede ser eliminado en cualquier momento, sin embargo, no debe ser usado más allá de los tres años. 
Dependiendo de la edad de la mujer puede ser efectivo durante un periodo mayor a los tres años.
El implante contraceptivo de etonogrestrel se usó por primera vez en Indonesia en 1998 y subsecuentemente se ha aprobado en más de 30 países, usado por más de 2,5 millones de mujeres a nivel mundial.
Puede causar náuseas y estragos parecidos a los del embarazo después de haber tenido relaciones sexuales 
Causa la ausencia del periodo menstrual durante su uso.
Otro efecto adverso es ausencia y/o disminución de libido durante todo el tiempo del implante.
Es relativamente frecuente que produzca estado depresivo, cambios de humor y episodios de ansiedad.